# Єфімовське міське поселення
Єфі́мовське міське́ посе́лення — муніципальне утворення у складі Бокситогорського району Ленінградської області. Адміністративний центр — смт Єфімовський. На території поселення розташовано 26 населених пунктів.

## Склад
В склад поселення входять 1 смт, 1 село, 3 селища, 1 містечко та 20 присілків:
| Населений пункт | Тип нп   | Населення, осіб (2003) |
| --------------- | -------- | ---------------------- |
| Єфімовський     | смт      | 3 611                  |
| Альошини Ниви   | селище   | 4                      |
| Велике Село     | присілок | 9                      |
| Вожани          | присілок | 0                      |
| Забєльє         | присілок | 2                      |
| Заголодно       | присілок | 58                     |
| Калитки         | присілок | 1                      |
| Кожаково        | селище   | 54                     |
| Косі Харчевні   | присілок | 39                     |
| Красна Рєчка    | присілок | 21                     |
| Лопастино       | присілок | 2                      |
| Машнєво         | присілок | 11                     |
| Михальово       | присілок | 12                     |
| Нікола          | присілок | 0                      |
| Нос             | присілок | 28                     |
| Подбереж'є      | містечко | 0                      |
| Ростань         | присілок | 3                      |
| Сафоново        | присілок | 0                      |
| Семеново        | присілок | 7                      |
| Соміно          | село     | 389                    |
| Сосновий Бор    | присілок | 7                      |
| Спірово         | присілок | 22                     |
| Суха Нива       | присілок | 2                      |
| Фетіно          | селище   | 1                      |
| Чевакіно        | присілок | 6                      |
| Чудська         | присілок | 6                      |